# Affaire Ludivine Chambet
Pour les articles homonymes, voir Chambet.
L'affaire Ludivine Chambet est une affaire criminelle impliquant une aide-soignante dans une maison de retraite proche de Chambéry, en Savoie. Ludivine Chambet s'est vue poursuivie pour l'empoisonnement, entre septembre 2012 et novembre 2013, de 13 personnes âgées en EHPAD, entraînant le décès de 10 d'entre elles en utilisant des médicaments non prescrits dans leurs traitements pour les empoisonner. Le 23 mai 2017, elle est condamnée à 25 ans de réclusion criminelle, en plus d'un suivi psychosociologique.

## Biographie
Ludivine Chambet, née le 10 mai 1983, est une ancienne aide-soignante de 34 ans (au moment des faits) à l'hôpital de Chambéry avant d'intégrer l'établissement EHPAD de Jacob-Bellecombette en Savoie. Plutôt gentille, sans histoire, le 27 juin 2013 un drame survient qui bouleversera du tout au tout sa vie : le décès de sa mère à la suite d'une leucémie. Dès cet événement, Ludivine Chambet perd ses repères. Très proche de sa mère, entretenant une relation fusionnelle avec elle, due à une enfance énormément protégée du côté maternel, la jeune aide-soignante se voit touchée par une fragilité certaine, elle sera donc suivie par la médecine du travail. Bien que cette fragilité se soit révélée depuis la mort de sa mère, un certain côté dépressif était palpable durant sa majorité, sa vie sociale n'était guère épanouie. Peu à peu la descente aux enfers commence, s'ensuivent les passages à l'acte, empoisonnements composés de la même manière et dans les mêmes contenants qu'elle administre aux personnes âgées qu'elle a ciblées, d'où elle tiendra son surnom « l'empoisonneuse de Chambéry ». Le 12 décembre 2013, elle est mise en examen pour empoisonnement et tentative d'empoisonnement ,.

## Faits et enquête
Le 27 novembre 2013, une pensionnaire de l'EHPAD tombe soudainement dans le coma et meurt rapidement après son hospitalisation. Des analyses toxicologiques révéleront par la suite la présence de médicaments tels que des neuroleptiques et des antidépresseurs qui ne faisaient pas partie de son traitement. Le décès de cette pensionnaire fait suite à d'autres cas similaires de personnes âgées décédées rapidement pour des raisons inexpliquées. Ces pensionnaires de l'EHPAD, âgées de 76 à 96 ans, n'étaient pas en fin de vie et ne présentaient pas l'envie d'abréger leur existence. L'examen du planning du personnel révèle la présence de Ludivine Chambet auprès des victimes quelque temps avant leur malaise,.

## Procès

### Déroulement du procès
Le 9 mai 2017, Ludivine Chambet comparaît devant la Cour d'assises de Savoie. « Un dossier exceptionnel vu le nombre de victimes » d'après Olivier Sotty, le capitaine de police qui a conduit l’enquête. Les membres du jury essayent de comprendre ce qui a poussé l'accusée à  de tels actes. Parfois, elle se souvient, mais rapidement, ses idées s’obscurcissent et c'est le néant. « Mon cerveau était mélangé, renversé, chamboulé », déclare-t-elle face à un avocat des parties civiles. Les événements restent troubles et Ludivine Chambet, tout au long des deux semaines de procès, ne cesse de répéter « je voulais juste les soulager, les apaiser ».
Selon le magistrat, « il ne s'agit ni d'euthanasie, car cette maison de retraite n'était pas un mouroir, ni de démence car Ludivine Chambet était parfaitement consciente de ce qu'elle faisait en administrant ses cocktails de médicaments. Elle ose dire qu'elle n'a pas voulu donner la mort, qu'elle voulait simplement apaiser. Mais Ludivine Chambet est dangereuse, même avec ses manières de petite fille. L'horreur du dossier est incontestable. Il s'agit bien de meurtres en série. » Cependant, les psychiatres estiment que l'air impassible de Ludivine Chambet ne révélait pas la nature meurtrière de cette femme, mais mettait au contraire en avant la fragilité et l'immaturité psychique de celle-ci,,.

### Condamnation
Le 23 mai 2017, 11e jour de procès. Après étude de la réquisition de l'avocat général, demandant 30 ans de réclusion criminelle, et au bout de six heures de délibération, les jurés de la cour d'assises de Savoie reconnaissent coupable Ludivine Chambet d'avoir administré des « cocktails de médicaments psychotropes » à des personnes âgées. Ils condamnent l'aide-soignante à 25 ans de réclusion criminelle en plus d'un suivi socio-judiciaire avec dix ans d'obligation de soins, les jurés ayant retenu l'altération du discernement de la jeune femme au moment des faits, ainsi que l'interdiction, dès sa sortie, d'exercer sa profession d'aide-soignante. Le verdict rendu, un grand soulagement dans la salle d'audience, mais aussi une tension se fait sentir du côté des familles des victimes, beaucoup moindre qu'au début du procès mais tout de même palpable.
Ici prend fin un long procès singulier de par la complexité de la personnalité de Ludivine Chambet,,.

## Documentaire télévisé
- « L'empoisonneuse de Chambéry » (premier reportage) dans « ... à Chambéry » le 22 janvier 2018 dans Crimes sur NRJ 12.